# Armin Zöggeler
Armin Zöggeler (Merano, 4 de enero de 1974) es un deportista italiano que compitió en luge en la modalidad individual.
Participó en seis Juegos Olímpicos de Invierno, obteniendo en total seis medallas: bronce en Lillehammer 1994, plata en Nagano 1998, oro en Salt Lake City 2002, oro en Turín 2006, bronce en Vancouver 2010 y bronce en Sochi 2014, todas en la prueba individual.
Ganó dieciséis medallas en el Campeonato Mundial de Luge entre los años 1995 y 2012, y dieciocho medallas en el Campeonato Europeo de Luge entre los años 1994 y 2014.
Fue el abanderado de Italia en la ceremonia de apertura de los Juegos de Sochi 2014.
En 2019 fue elegido miembro del «Salón de la Fama» de la FIL.

## Palmarés internacional
| Juegos Olímpicos   | Juegos Olímpicos                | Juegos Olímpicos  | Juegos Olímpicos |
| Año                | Lugar                           | Medalla           | Prueba           |
| ------------------ | ------------------------------- | ----------------- | ---------------- |
| 1994               | Lillehammer (Noruega)           | Medalla de bronce | Individual       |
| 1998               | Nagano (Japón)                  | Medalla de plata  | Individual       |
| 2002               | Salt Lake City (Estados Unidos) | Medalla de oro    | Individual       |
| 2006               | Turín (Italia)                  | Medalla de oro    | Individual       |
| 2010               | Vancouver (Canadá)              | Medalla de bronce | Individual       |
| 2014               | Sochi (Rusia)                   | Medalla de bronce | Individual       |
| Campeonato Mundial |                                 |                   |                  |
| Año                | Lugar                           | Medalla           | Prueba           |
| 1995               | Lillehammer (Noruega)           | Medalla de oro    | Individual       |
| 1995               | Lillehammer (Noruega)           | Medalla de plata  | Equipo           |
| 1996               | Altenberg (Alemania)            | Medalla de bronce | Equipo           |
| 1997               | Igls (Austria)                  | Medalla de bronce | Equipo           |
| 1999               | Königssee (Alemania)            | Medalla de oro    | Individual       |
| 2000               | St. Moritz (Suiza)              | Medalla de plata  | Individual       |
| 2001               | Calgary (Canadá)                | Medalla de oro    | Individual       |
| 2003               | Sigulda (Letonia)               | Medalla de oro    | Individual       |
| 2004               | Nagano (Japón)                  | Medalla de bronce | Equipo           |
| 2005               | Park City (Estados Unidos)      | Medalla de oro    | Individual       |
| 2005               | Park City (Estados Unidos)      | Medalla de bronce | Equipo           |
| 2007               | Igls (Austria)                  | Medalla de plata  | Individual       |
| 2007               | Igls (Austria)                  | Medalla de plata  | Equipo           |
| 2009               | Lake Placid (Estados Unidos)    | Medalla de plata  | Individual       |
| 2011               | Cesana (Italia)                 | Medalla de oro    | Individual       |
| 2012               | Altenberg (Alemania)            | Medalla de bronce | Individual       |
| Campeonato Europeo |                                 |                   |                  |
| Año                | Lugar                           | Medalla           | Prueba           |
| 1994               | Königssee (Alemania)            | Medalla de oro    | Equipo           |
| 1994               | Königssee (Alemania)            | Medalla de bronce | Individual       |
| 1996               | Sigulda (Letonia)               | Medalla de bronce | Equipo           |
| 1998               | Oberhof (Alemania)              | Medalla de plata  | Equipo           |
| 2000               | Winterberg (Alemania)           | Medalla de bronce | Individual       |
| 2000               | Winterberg (Alemania)           | Medalla de bronce | Equipo           |
| 2002               | Altenberg (Alemania)            | Medalla de bronce | Individual       |
| 2004               | Oberhof (Alemania)              | Medalla de oro    | Individual       |
| 2004               | Oberhof (Alemania)              | Medalla de plata  | Equipo           |
| 2006               | Winterberg (Alemania)           | Medalla de plata  | Individual       |
| 2006               | Winterberg (Alemania)           | Medalla de plata  | Equipo           |
| 2008               | Cesana (Italia)                 | Medalla de oro    | Individual       |
| 2008               | Cesana (Italia)                 | Medalla de bronce | Equipo           |
| 2012               | Paramonovo (Rusia)              | Medalla de plata  | Individual       |
| 2012               | Paramonovo (Rusia)              | Medalla de bronce | Equipo           |
| 2013               | Oberhof (Alemania)              | Medalla de plata  | Equipo           |
| 2014               | Sigulda (Letonia)               | Medalla de oro    | Individual       |
| 2014               | Sigulda (Letonia)               | Medalla de bronce | Equipo           |